# Liga Futsal de 2008
A Liga Futsal de 2008 é a 13.ª edição do principal torneio de futebol de salão do Brasil, à época organizado pela Confederação Brasileira de Futsal (CBFS). Nos dias atuais, corresponde oficialmente à Liga Nacional de Futsal.
Defendendo o título da temporada anterior, o Jaraguá começou o ano liderando a primeira fase, marcando impressionantes 84 gols em 19 partidas. Na etapa seguinte, porém, empatou em pontuação com o Minas e se classificou somente pelo número de gols pró (25 contra 16 dos mineiros). O desempenho ruim na segunda fase foi prontamente superado e a Locomotiva passou pela Unisul nas quartas de final com duas goleadas: 8 a 2 em Tubarão e 7 a 3 em casa. Na semifinal, diante do Farroupilha, não foi diferente: 4 a 2 em seus domínios e 6 a 3 no ginásio do adversário, que vinha de uma excelente campanha. A Ulbra foi a classificada da outra chave e, por ter a pior campanha, começou a decisão em Canoas. Com um empate em 2 a 2 na ida, o Jaraguá aproveitou uma Arena Jaraguá completamente lotada e, com direito a Falcão marcando o gol do título de bicicleta do meio de quadra, conquistou o tricampeonato goleando por 6 a 2 diante de mais de oito mil pessoas.
Os semifinalistas Farroupilha e Carlos Barbosa encerraram a competição como terceiro e quarto colocados, respectivamente. Falcão foi eleito o melhor jogador do torneio e, com 32 gols marcados, chegou à sua segunda artilharia.

## Fórmula de disputa
O regulamento dividiu o campeonato em três fases principais.

### Primeira fase
Os 20 participantes jogam entre si em turno único. Os 12 melhores colocados avançam para a etapa seguinte. Em casos de empates de pontuação, os critérios de desempate são, em ordem: número de vitórias, número de gols marcados, número de gols sofridos, gol average (divisão do número de gols marcados pelo de gols sofridos), confronto direto e sorteio.

### Segunda fase
As 12 equipes classificadas são divididas nos grupos A (1º, 3º, 5º, 7º, 9º e 12º colocados) e B (2º, 4º, 6º, 8º, 10º e 11º), confrontando os participantes do mesmo grupo em turno e returno. Classificam-se para as quartas de final os quatro melhores de cada grupo. Em casos de empate de pontuação, são considerados os critérios de desempate previamente definidos.

### Fase final
As oito equipes classificadas se enfrentam com ida e volta. Se houver uma vitória e um empate, a equipe com vantagem avança. Em caso de dois empates ou vitórias alternadas, é realizada uma terceira partida. Se o empate persistir no tempo normal, será disputada uma prorrogação de 10 minutos com vantagem para a equipe de melhor campanha nas fases anteriores. A semifinal segue a mesma fórmula de disputa.
A final é disputada em até três jogos entre os vencedores das semifinais. A equipe com melhor campanha nas fases anteriores tem o mando do segundo e, se necessário, do terceiro jogo. Em caso de empate no jogo decisivo, há prorrogação. Persistindo a igualdade, vence a equipe com o melhor índice técnico no somatório das fases anteriores. Se ainda assim não houver um vencedor, aplicam-se os critérios técnicos da fase classificatória.

## Participantes
| Equipe         | Parceria(s) | Cidade             | Estado | Em 2007          | Títulos (último) |
| -------------- | ----------- | ------------------ | ------ | ---------------- | ---------------- |
| Álvares        | (nenhuma)   | Vitória            | ES     | 20.º             | 0 (não possui)   |
| Atlântico      | (nenhuma)   | Erechim            | RS     | 7.º              | 0 (não possui)   |
| Banespa        | Garça       | São Paulo          | SP     | 16.º             | 0 (não possui)   |
| Carlos Barbosa | (nenhuma)   | Carlos Barbosa     | RS     | 5.º              | 3 (2006)         |
| Colegial       | Umbro       | Florianópolis      | SC     | (não participou) | 0 (não possui)   |
| Farroupilha    | Caxias      | Farroupilha        | RS     | 10.º             | 0 (não possui)   |
| Horizontina    | (nenhuma)   | Horizontina        | RS     | 12.º             | 0 (não possui)   |
| Intelli        | (nenhuma)   | Orlândia           | SP     | 4.º              | 0 (não possui)   |
| Jaraguá        | Malwee      | Jaraguá do Sul     | SC     | 1.º              | 2 (2007)         |
| Joinville      | Krona       | Joinville          | SC     | 2.º              | 0 (não possui)   |
| Macaé          | Cabo Frio   | Macaé              | RJ     | 18.º             | 0 (não possui)   |
| Minas          | V&M         | Belo Horizonte     | MG     | 6.º              | 0 (não possui)   |
| Petrópolis     | Poker       | Petrópolis         | RJ     | 14.º             | 0 (não possui)   |
| Praia          | São Paulo   | Uberlândia         | MG     | (não participou) | 0 (não possui)   |
| São Caetano    | Corinthians | São Caetano do Sul | SP     | 8.º              | 0 (não possui)   |
| Teresópolis    | Dalponte    | Teresópolis        | RJ     | 9.º              | 0 (não possui)   |
| Ulbra          | Suzano      | Canoas             | RS     | 3.º              | 3 (2003)         |
| Umuarama       | (nenhuma)   | Umuarama           | PR     | 11.º             | 0 (não possui)   |
| Unisul         | Penalty     | Tubarão            | SC     | 13.º             | 0 (não possui)   |
| Vasco da Gama  | Vassouras   | Rio de Janeiro     | RJ     | (não participou) | 1 (2000)         |

## Primeira fase
| Pos | Equipe         | Pts | J  | V  | E | D  | GP | GC | SG  | GA   | %  | Classificação                     |
| --- | -------------- | --- | -- | -- | - | -- | -- | -- | --- | ---- | -- | --------------------------------- |
| 1   | Jaraguá        | 40  | 19 | 11 | 7 | 1  | 84 | 45 | +39 | 1,87 | 71 | Classificados para a segunda fase |
| 2   | Banespa        | 39  | 19 | 12 | 3 | 4  | 57 | 36 | +21 | 1,59 | 69 | Classificados para a segunda fase |
| 3   | Farroupilha    | 36  | 19 | 10 | 6 | 3  | 69 | 48 | +21 | 1,44 | 64 | Classificados para a segunda fase |
| 4   | Unisul         | 35  | 19 | 11 | 2 | 6  | 57 | 44 | +13 | 1,30 | 62 | Classificados para a segunda fase |
| 5   | Teresópolis    | 35  | 19 | 10 | 5 | 4  | 56 | 44 | +12 | 1,28 | 62 | Classificados para a segunda fase |
| 6   | Petrópolis     | 34  | 19 | 10 | 4 | 5  | 60 | 42 | +18 | 1,43 | 60 | Classificados para a segunda fase |
| 7   | Joinville      | 32  | 19 | 9  | 5 | 5  | 50 | 41 | +9  | 1,22 | 57 | Classificados para a segunda fase |
| 8   | Carlos Barbosa | 32  | 19 | 9  | 5 | 5  | 45 | 42 | +3  | 1,08 | 57 | Classificados para a segunda fase |
| 9   | Minas          | 29  | 19 | 9  | 2 | 8  | 58 | 61 | -3  | 0,96 | 51 | Classificados para a segunda fase |
| 10  | Intelli        | 29  | 19 | 8  | 5 | 6  | 66 | 56 | +10 | 1,18 | 51 | Classificados para a segunda fase |
| 11  | Atlântico      | 29  | 19 | 8  | 5 | 6  | 60 | 54 | +6  | 1,12 | 51 | Classificados para a segunda fase |
| 12  | Ulbra          | 29  | 19 | 7  | 8 | 4  | 65 | 45 | +20 | 1,45 | 51 | Classificados para a segunda fase |
| 13  | Álvares        | 24  | 19 | 8  | 0 | 11 | 53 | 61 | -8  | 0,87 | 43 | Eliminados na primeira fase       |
| 14  | Macaé          | 24  | 19 | 6  | 6 | 7  | 45 | 54 | -9  | 0,84 | 43 | Eliminados na primeira fase       |
| 15  | São Caetano    | 19  | 19 | 5  | 4 | 10 | 33 | 51 | -18 | 0,65 | 34 | Eliminados na primeira fase       |
| 16  | Umuarama       | 18  | 19 | 5  | 3 | 11 | 60 | 63 | -3  | 0,96 | 32 | Eliminados na primeira fase       |
| 17  | Horizontina    | 15  | 19 | 4  | 3 | 12 | 31 | 52 | -21 | 0,60 | 27 | Eliminados na primeira fase       |
| 18  | Praia          | 14  | 19 | 4  | 2 | 13 | 35 | 78 | -43 | 0,45 | 25 | Eliminados na primeira fase       |
| 19  | Colegial       | 14  | 19 | 3  | 5 | 11 | 38 | 65 | -27 | 0,59 | 25 | Eliminados na primeira fase       |
| 20  | Vasco da Gama  | 2   | 19 | 0  | 2 | 17 | 42 | 82 | -40 | 0,52 | 4  | Eliminados na primeira fase       |

### Resultados
Na horizontal, os resultados como mandante. Na vertical, os resultados como visitante.
|     | ALV | ATL | BAN | CBA | COL | FAR | HOR | INT | JAR | JOI | MAC | MIN | PET | PRA  | SCA | TER | ULB | UMU | UNI | VAS |
| --- | --- | --- | --- | --- | --- | --- | --- | --- | --- | --- | --- | --- | --- | ---- | --- | --- | --- | --- | --- | --- |
| ALV | —   |     |     | 2-1 |     | 2-4 | 3-2 |     | 2-4 | 5-2 | 7-1 | 1-6 | 3-4 | 0-1  | 3-4 |     |     |     |     |     |
| ATL | 5-1 | —   | 4-3 |     |     | 1-3 |     | 1-1 | 4-5 |     | 0-0 |     | 4-2 |      | 3-3 |     |     | 5-4 |     | 5-3 |
| BAN | 4-1 |     | —   |     |     | 2-0 |     | 3-1 | 5-3 | 1-0 | 3-2 |     | 4-0 |      | 2-2 |     |     | 4-0 |     |     |
| CBA |     | 3-3 | 5-4 | —   | 3-3 |     |     | 6-1 | 2-2 |     |     |     |     |      |     | 4-2 | 0-6 | 1-0 | 1-3 | 3-3 |
| COL | 3-1 | 1-5 | 2-2 |     | —   | 2-4 |     | 5-7 | 1-4 |     | 3-2 |     |     | 5-4  | 1-3 |     |     | 1-4 |     |     |
| FAR |     |     |     | 4-2 |     | —   | 4-2 |     |     | 5-2 |     | 6-3 | 1-2 |      | 1-1 | 4-4 | 3-3 |     | 5-1 |     |
| HOR |     | 1-4 | 0-2 | 0-1 | 2-2 |     | —   |     |     |     |     | 2-1 |     |      |     |     | 3-3 | 2-1 | 1-1 | 2-1 |
| INT | 1-2 |     |     |     |     | 5-5 | 5-2 | —   |     | 2-2 | 3-0 | 4-5 | 2-0 | 7-2  | 5-1 | 5-5 |     |     |     |     |
| JAR |     |     |     |     |     | 6-5 | 5-1 | 6-3 | —   | 3-3 | 4-4 | 6-2 | 3-3 | 13-0 | 4-1 |     |     |     |     |     |
| JOI |     | 3-2 |     | 1-3 | 2-1 |     | 1-0 |     |     | —   |     | 7-1 |     | 5-1  |     | 3-4 | 4-3 |     | 2-1 | 3-2 |
| MAC |     |     |     | 3-0 |     | 2-2 | 4-3 |     |     | 1-1 | —   | 5-3 | 6-7 | 2-1  | 2-1 |     |     |     | 2-3 |     |
| MIN |     | 4-1 | 5-2 | 2-4 | 2-2 |     |     |     |     |     |     | —   |     |      |     | 4-3 | 2-3 | 3-2 | 4-2 | 5-4 |
| PET |     |     |     | 1-2 | 6-1 |     | 7-0 |     |     | 2-2 |     | 3-1 | —   | 9-3  |     | 3-3 | 4-4 |     | 1-2 | 2-1 |
| PRA |     | 2-4 | 1-3 | 1-1 |     | 1-5 | 1-5 |     |     |     |     | 2-2 |     | —    |     | 0-2 | 5-2 |     | 1-3 | 3-1 |
| SCA |     |     |     | 1-3 |     |     | 4-2 |     |     | 0-3 |     | 2-3 | 0-3 | 1-4  | —   | 0-1 | 2-1 |     | 0-5 |     |
| TER | 2-1 | 6-3 | 3-6 |     | 3-0 |     | 2-1 |     | 1-1 |     | 2-2 |     |     |      |     | —   | 2-4 | 4-1 |     | 5-1 |
| ULB | 4-2 | 4-4 | 4-4 |     | 6-1 |     |     | 1-1 | 1-1 |     | 1-1 |     |     |      |     |     | —   | 5-0 |     | 9-2 |
| UMU | 3-4 |     |     |     |     | 5-5 |     | 4-5 | 3-8 | 4-4 | 8-3 |     | 0-1 | 8-2  | 1-1 |     |     | —   |     |     |
| UNI | 4-5 | 5-2 | 2-1 |     | 4-3 |     |     | 5-3 | 2-2 |     |     |     |     |      |     | 1-2 | 4-1 | 3-5 | —   | 6-3 |
| VAS | 6-8 |     | 1-2 |     | 1-1 | 2-3 |     | 1-5 | 2-4 |     | 2-3 |     |     |      | 4-6 |     |     | 2-7 |     | —   |

## Segunda fase

### Grupo A
| Pos | Equipe      | Pts | J  | V | E | D | GP | GC | SG  | GA   | %  | Classificação                   |
| --- | ----------- | --- | -- | - | - | - | -- | -- | --- | ---- | -- | ------------------------------- |
| 1   | Farroupilha | 23  | 10 | 7 | 2 | 1 | 41 | 25 | +16 | 1,64 | 77 | Classificados para a fase final |
| 2   | Ulbra       | 14  | 10 | 4 | 2 | 4 | 18 | 18 | 0   | 1,00 | 47 | Classificados para a fase final |
| 3   | Teresópolis | 13  | 10 | 4 | 1 | 5 | 19 | 26 | -7  | 0,74 | 44 | Classificados para a fase final |
| 4   | Jaraguá     | 12  | 10 | 3 | 3 | 4 | 25 | 23 | +2  | 1,09 | 40 | Classificados para a fase final |
| 5   | Minas       | 12  | 10 | 3 | 3 | 4 | 16 | 15 | +1  | 1,07 | 40 | Eliminados na segunda fase      |
| 6   | Joinville   | 9   | 10 | 2 | 3 | 5 | 22 | 34 | -12 | 0,65 | 30 | Eliminados na segunda fase      |

#### Resultados
Na horizontal, os resultados como mandante. Na vertical, os resultados como visitante.
|             | FAR | JAR | JOI  | MIN | TER | ULB |
| ----------- | --- | --- | ---- | --- | --- | --- |
| Farroupilha | —   | 3-3 | 11-5 | 2-3 | 3-2 | 2-1 |
| Jaraguá     | 3-6 | —   | 4-3  | 2-0 | 6-0 | 2-3 |
| Joinville   | 2-2 | 3-2 | —    | 1-1 | 2-1 | 1-1 |
| Minas       | 3-4 | 1-1 | 5-1  | —   | 1-2 | 2-1 |
| Teresópolis | 2-4 | 2-2 | 4-2  | 1-0 | —   | 3-2 |
| Ulbra       | 1-4 | 2-0 | 3-2  | 0-0 | 4-2 | —   |

### Grupo B
| Pos | Equipe         | Pts | J  | V | E | D | GP | GC | SG  | GA   | %  | Classificação                   |
| --- | -------------- | --- | -- | - | - | - | -- | -- | --- | ---- | -- | ------------------------------- |
| 1   | Unisul         | 23  | 10 | 7 | 2 | 1 | 28 | 20 | +8  | 1,40 | 77 | Classificados para a fase final |
| 2   | Carlos Barbosa | 16  | 10 | 4 | 4 | 2 | 24 | 20 | +4  | 1,20 | 54 | Classificados para a fase final |
| 3   | Banespa        | 16  | 10 | 4 | 4 | 2 | 22 | 16 | +6  | 1,38 | 54 | Classificados para a fase final |
| 4   | Intelli        | 15  | 10 | 5 | 0 | 5 | 28 | 27 | +1  | 1,04 | 50 | Classificados para a fase final |
| 5   | Petrópolis     | 11  | 10 | 3 | 2 | 5 | 28 | 28 | 0   | 1,00 | 37 | Eliminados na segunda fase      |
| 6   | Atlântico      | 3   | 10 | 1 | 0 | 9 | 18 | 37 | -19 | 0,49 | 10 | Eliminados na segunda fase      |

#### Resultados
Na horizontal, os resultados como mandante. Na vertical, os resultados como visitante.
|                | ATL | BAN | CBA | INT | PET | UNI |
| -------------- | --- | --- | --- | --- | --- | --- |
| Atlântico      | —   | 3-4 | 1-4 | 1-7 | 3-2 | 3-5 |
| Banespa        | 2-1 | —   | 0-0 | 3-0 | 1-1 | 2-3 |
| Carlos Barbosa | 3-1 | 1-1 | —   | 4-3 | 3-3 | 2-4 |
| Intelli        | 3-1 | 3-2 | 2-1 | —   | 3-7 | 0-1 |
| Petrópolis     | 3-1 | 2-5 | 3-4 | 3-5 | —   | 2-3 |
| Unisul         | 4-3 | 2-2 | 2-2 | 4-2 | 0-2 | —   |

## Fase final
|  | Quartas de final | Quartas de final | Quartas de final | Quartas de final |       |   | Semifinais | Semifinais | Semifinais | Semifinais |  |  | Final | Final | Final | Final |
|  |                  |                  |                  |                  |       |   |            |            |            |            |  |  |       |       |       |       |
|  |                  |                  |                  |                  |       |   |            |            |            |            |  |  |       |       |       |       |
|  |                  |                  |                  |                  |       |   |            |            |            |            |  |  |       |       |       |       |
|  | Farroupilha      | 6                | 6                |                  |       |   |            |            |            |            |  |  |       |       |       |       |
|  | Farroupilha      | 6                | 6                |                  |       |   |            |            |            |            |  |  |       |       |       |       |
|  | Intelli          | 6                | 3                |                  |       |   |            |            |            |            |  |  |       |       |       |       |
|  | Intelli          | 6                | 3                | Farroupilha      | 2     | 3 |            |            |            |            |  |  |       |       |       |       |
|  |                  |                  |                  |                  | 2     | 3 |            |            |            |            |  |  |       |       |       |       |
|  |                  | Jaraguá          | 4                | 6                |       |   |            |            |            |            |  |  |       |       |       |       |
|  | Unisul           | Jaraguá          | 4                | 6                | 2     | 3 |            |            |            |            |  |  |       |       |       |       |
|  | Unisul           |                  |                  |                  |       | 3 |            |            |            |            |  |  |       |       |       |       |
|  | Jaraguá          | 8                | 7                |                  |       |   |            |            |            |            |  |  |       |       |       |       |
|  | Jaraguá          | 8                | 7                | Jaraguá          | 2     | 6 |            |            |            |            |  |  |       |       |       |       |
|  |                  |                  |                  |                  | 2     | 6 |            |            |            |            |  |  |       |       |       |       |
|  |                  | Ulbra            | 2                | 2                |       |   |            |            |            |            |  |  |       |       |       |       |
|  | Ulbra            | Ulbra            | 2                | 2                | 0     | 5 | 3          |            |            |            |  |  |       |       |       |       |
|  | Ulbra            |                  |                  |                  |       | 5 | 3          |            |            |            |  |  |       |       |       |       |
|  | Banespa          | 3                | 4                | 2                |       |   |            |            |            |            |  |  |       |       |       |       |
|  | Banespa          | 3                | 4                | 2                | Ulbra | 6 | 2          |            |            |            |  |  |       |       |       |       |
|  |                  |                  |                  |                  | Ulbra | 6 | 2          |            |            |            |  |  |       |       |       |       |
|  |                  | Carlos Barbosa   | 1                | 2                |       |   |            |            |            |            |  |  |       |       |       |       |
|  | Carlos Barbosa   | Carlos Barbosa   | 1                | 2                | 2     | 2 |            |            |            |            |  |  |       |       |       |       |
|  | Carlos Barbosa   |                  |                  |                  | 2     | 2 |            |            |            |            |  |  |       |       |       |       |
|  | Teresópolis      | 2                | 1                |                  |       |   |            |            |            |            |  |  |       |       |       |       |
|  | Teresópolis      | 2                | 1                |                  |       |   |            |            |            |            |  |  |       |       |       |       |

## Premiação
| Liga Futsal de 2008          |
| ---------------------------- |
|                              |
| Jaraguá Campeão (3.º título) |

### Seleção do campeonato
| Pos.    | Vencedor          | Equipe      |
| ------- | ----------------- | ----------- |
| Goleiro | Tiago             | Jaraguá     |
| Fixo    | Chico             | Jaraguá     |
| Alas    | Valdin            | Farroupilha |
| Alas    | Falcão            | Jaraguá     |
| Pivô    | Lenísio           | Jaraguá     |
| Técnico | Fernando Ferretti | Jaraguá     |

### Prêmios individuais
| Prêmio         | Vencedor         | Equipe      |
| -------------- | ---------------- | ----------- |
| Melhor jogador | Falcão           | Jaraguá     |
| Revelação      | Bazilio          | Farroupilha |
| Artilheiro     | Falcão (32 gols) | Jaraguá     |

## Classificação geral
| Pos | Equipe         | Pts | J  | V  | E  | D  | GP  | GC | SG  | GA   | %  | Classificação                   |
| --- | -------------- | --- | -- | -- | -- | -- | --- | -- | --- | ---- | -- | ------------------------------- |
| 1   | Jaraguá        | 68  | 35 | 19 | 11 | 5  | 142 | 82 | +60 | 1,74 | 65 | Campeão                         |
| 2   | Ulbra          | 54  | 36 | 14 | 12 | 10 | 103 | 83 | +20 | 1,25 | 50 | Vice-campeão                    |
| 3   | Farroupilha    | 63  | 33 | 18 | 9  | 6  | 127 | 92 | +35 | 1,39 | 64 | Eliminados nas semifinais       |
| 4   | Carlos Barbosa | 53  | 33 | 14 | 11 | 8  | 76  | 73 | +3  | 1,05 | 54 | Eliminados nas semifinais       |
| 5   | Unisul         | 58  | 31 | 18 | 4  | 9  | 90  | 79 | +11 | 1,14 | 63 | Eliminados nas quartas de final |
| 6   | Banespa        | 58  | 32 | 17 | 7  | 8  | 88  | 60 | +28 | 1,47 | 61 | Eliminados nas quartas de final |
| 7   | Teresópolis    | 49  | 31 | 14 | 7  | 10 | 78  | 74 | +4  | 1,06 | 53 | Eliminados nas quartas de final |
| 8   | Intelli        | 45  | 31 | 13 | 6  | 12 | 103 | 95 | +8  | 1,09 | 49 | Eliminados nas quartas de final |
| 9   | Petrópolis     | 45  | 29 | 13 | 6  | 10 | 88  | 70 | +18 | 1,26 | 52 | Eliminados na segunda fase      |
| 10  | Minas          | 41  | 29 | 12 | 5  | 12 | 74  | 76 | -2  | 0,98 | 48 | Eliminados na segunda fase      |
| 11  | Joinville      | 41  | 29 | 11 | 8  | 10 | 72  | 75 | -3  | 0,96 | 48 | Eliminados na segunda fase      |
| 12  | Atlântico      | 32  | 29 | 9  | 5  | 15 | 78  | 91 | -13 | 0,86 | 37 | Eliminados na segunda fase      |
| 13  | Álvares        | 24  | 19 | 8  | 0  | 11 | 53  | 61 | -8  | 0,87 | 43 | Eliminados na primeira fase     |
| 14  | Macaé          | 24  | 19 | 6  | 6  | 7  | 45  | 54 | -9  | 0,84 | 43 | Eliminados na primeira fase     |
| 15  | São Caetano    | 19  | 19 | 5  | 4  | 10 | 33  | 51 | -18 | 0,65 | 34 | Eliminados na primeira fase     |
| 16  | Umuarama       | 18  | 19 | 5  | 3  | 11 | 60  | 63 | -3  | 0,96 | 32 | Eliminados na primeira fase     |
| 17  | Horizontina    | 15  | 19 | 4  | 3  | 12 | 31  | 52 | -21 | 0,60 | 27 | Eliminados na primeira fase     |
| 18  | Praia          | 14  | 19 | 4  | 2  | 13 | 35  | 78 | -43 | 0,45 | 25 | Eliminados na primeira fase     |
| 19  | Colegial       | 14  | 19 | 3  | 5  | 11 | 38  | 65 | -27 | 0,59 | 25 | Eliminados na primeira fase     |
| 20  | Vasco da Gama  | 2   | 19 | 0  | 2  | 17 | 42  | 82 | -40 | 0,52 | 4  | Eliminados na primeira fase     |